# Pithoragarh (miasto)
Pithoragarh (hindi पिथौरागढ़) – miasto w północnych Indiach w stanie Uttarakhand, na pogórzu Himalajów Wysokich.
Populacja miasta w 2001 roku wynosiła 41 157 mieszkańców.